# Prima pagina

Prima pagina est une émission de radio de  la Rai Radio 3.
L’émission existe depuis 1976, sur une idée du directeur Enzo Forcella, avec le nom initial de « Quotidiana ». L’émission suit une structure hebdomadaire : chaque semaine un journaliste lit la revue de presse italienne, de 7h15 à 8h, commentant les articles qui lui semblent les plus pertinents. À 8h commence la seconde partie (il Filo Diretto) où les auditeurs posent leurs questions par téléphone au journaliste. L’émission s’achève vers 8h40 avant le journal radiophonique de 8h45. Chaque lundi un nouveau journaliste est choisi jusqu’au dimanche suivant.